# Baryton - L'intégrale du spectacle
Albums de Florent Pagny
Baryton
(2004) Abracadabra
(2006)
Baryton - L'intégrale du spectacle est le 3e album enregistré en public de Florent Pagny, sorti le 28 novembre 2005 chez Mercury France, et faisant suite à l'album Baryton.
L'album est certifié disque d'or avec 100 000 exemplaires vendus.

## Liste des titres
| 1.  | Ouverture Baryton                            | Yvan Cassar                                  |  |
| 2.  | Finche' pace non avro'                       | Francesco De Benedittis/Davide Esposito      |  |
| 3.  | Volo di notte                                | Christian Lejalé/Yvan Cassar                 |  |
| 4.  | Caruso                                       | Lucio Dalla                                  |  |
| 5.  | Guide me home (en duo avec Patricia Petibon) | Mike Moran/Freddie Mercury                   |  |
| 6.  | Glitter and be gay (extrait de Candide)      | Richard Purdy Wilbur/Leonard Bernstein       |  |
| 7.  | La Liste de Schindler (solo de violon)       |                                              |  |
| 8.  | Io le canto per te                           | Giuseppe Giunta/Calogero-Gioacchino          |  |
| 9.  | Nessun dorma (extrait de Turandot)           | Giuseppe Adami-Renato Simoni/Giacomo Puccini |  |
| 10. | Silenzio e pace                              | Giuseppe Giunta/Daran                        |  |
| 11. | La Donna e mobile (extrait de Rigoletto)     | Francesco Maria Piave/Giuseppe Verdi-Chusid  |  |
| 12. | L'Air de la poupée (par Patricia Petibon)    | Jacques Offenbach                            |  |

| 1. | The Day we made God cry (en duo avec Patricia Petibon) | Francesco De Benedittis/Davide Esposito/Paul Manners |  |
| 2. | L'Oiseau de feu                                        |                                                      |  |
| 3. | Savoir aimer                                           | Lionel Florence/Pascal Obispo                        |  |
| 4. | Et un jour une femme                                   | Lionel Florence/Pascal Obispo                        |  |
| 5. | Ma liberté de penser                                   | Lionel Florence/Pascal Obispo                        |  |
| 6. | Maria (extrait de West Side Story)                     | Stephen Sondheim/Leonard Bernstein                   |  |
| 7. | E lucean la stelle (extrait de la Tosca)               | Luigi Illica-Giuseppe Giacosa/Giacomo Puccini        |  |
| 8. | Con te partiró (en duo avec Patricia Petibon)          | Lucio Quarantotto/Francesco Sartori                  |  |
| 9. | Una nube blanca                                        | Lluís Llach                                          |  |